# Filialkirche Flatschach

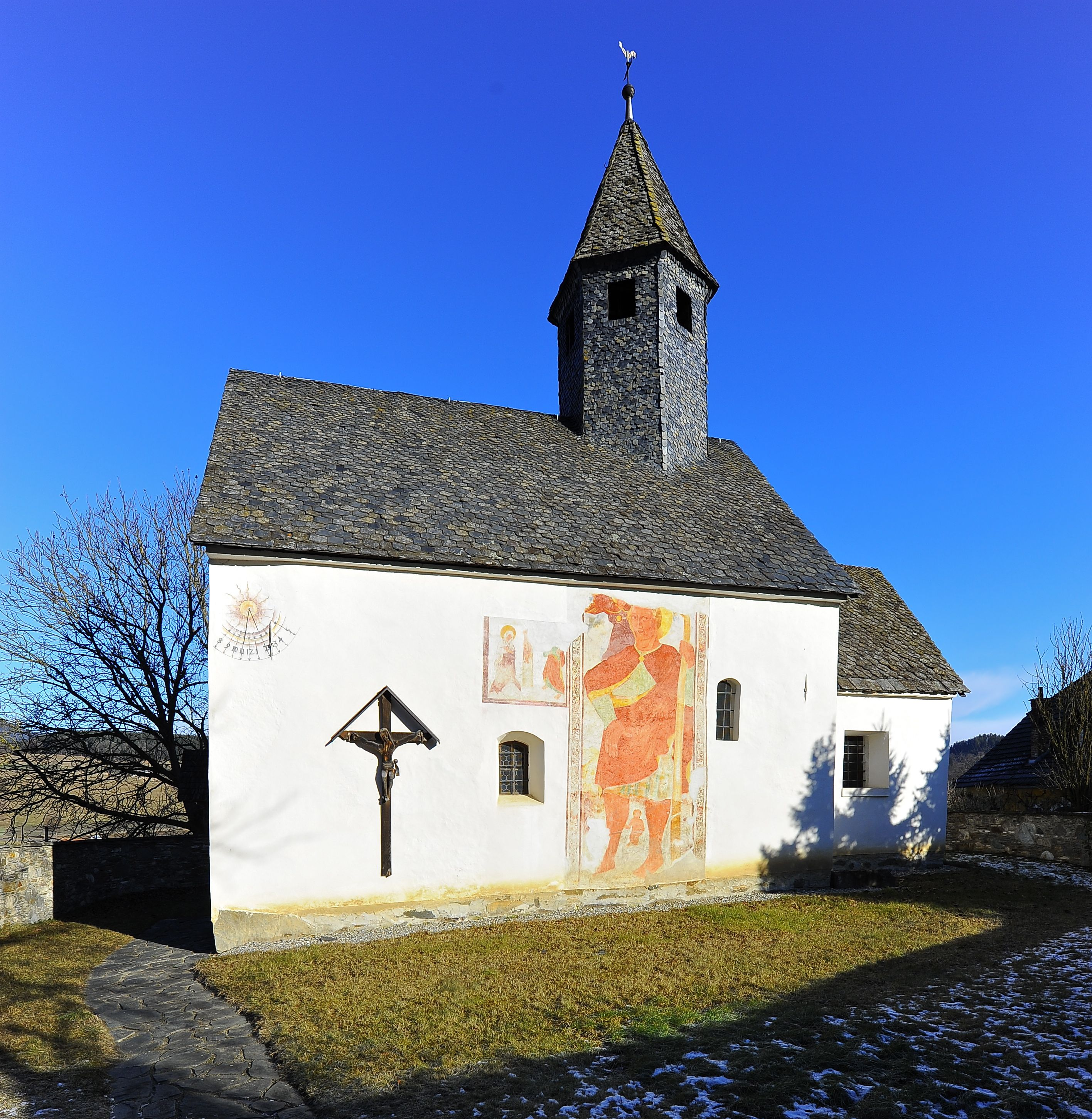

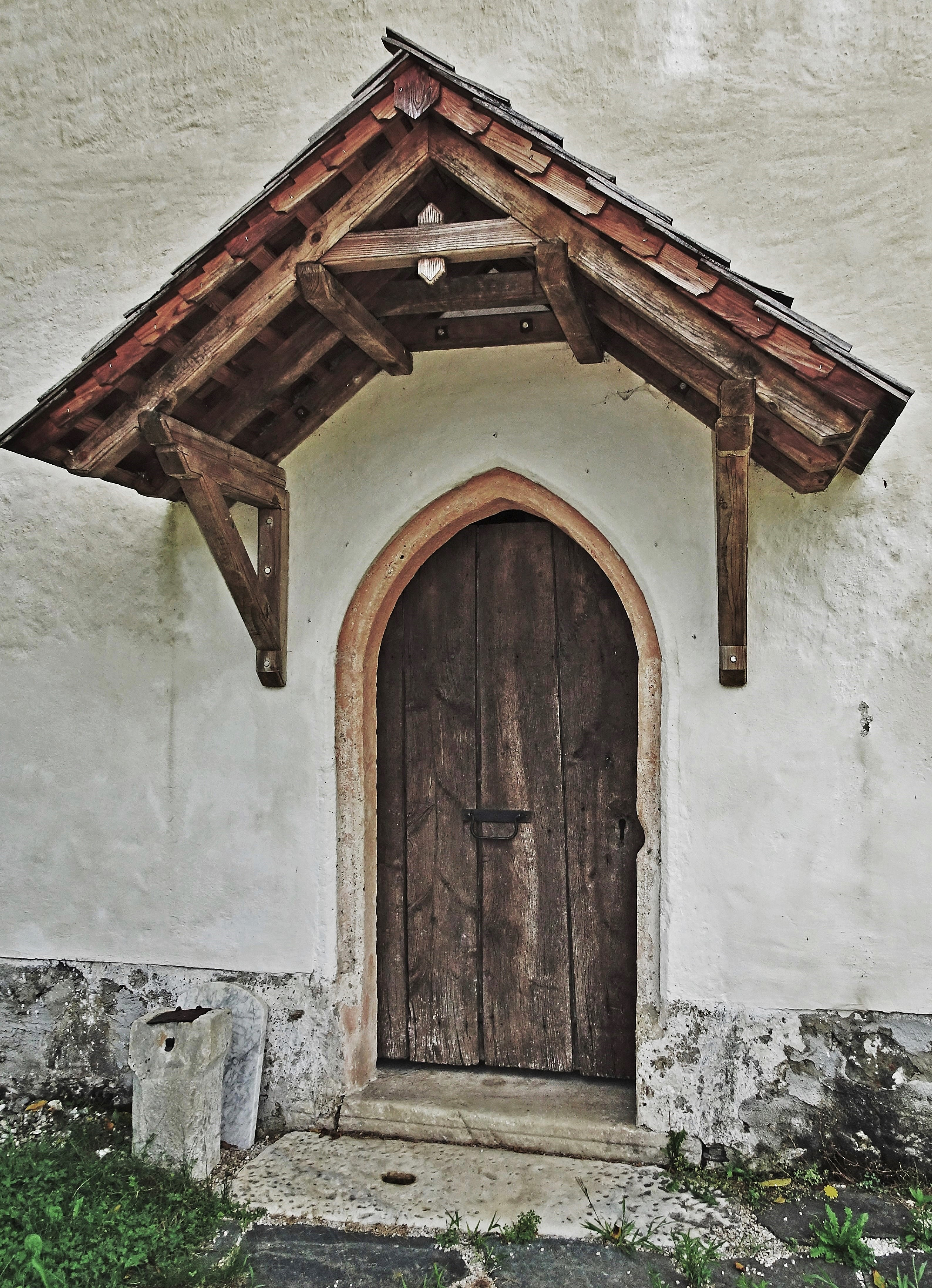
Das Portal

Die Filialkirche Flatschach in der Gemeinde Glanegg gehört zur Pfarre St. Gandolf und ist dem heiligen Lorenz geweiht.
Die Kirche wurde erstmals 1570 als Filialkirche von Tigring erwähnt. In der ehemals unter dem Patrozinium Unserer Lieben Frau stehenden Kirche wurden aufgrund des zunehmenden Verfalls ab 1932 keine Gottesdienste mehr gefeiert. Der die Kirche umgebene Friedhof wurde 1920 aufgelassen. 1986/88 erfolgte eine Gesamtrestauration und die Wiedereinweihung.

## Beschreibung
Bei der Kirche handelt es sich um eine kleine gotische Anlage des 14. Jahrhunderts mit eingezogenem, gerade geschlossenem Chor. Der Dachreiter ist durchgehend mit Steinplattln gedeckt. An der Chorstirnwand hat sich ein originales gotisches Fenster mit Maßwerksrahmen erhalten. Die südseitigen Fester wurden im Barock bzw. im 19. Jahrhundert erneuert. An der südlichen Außenwand ist neben dem Christophorusfresko eine spätgotische Kreuzigung des 15. Jahrhunderts zu sehen. Man betritt die Kirche durch ein gekehltes, spitzbogiges Westportal.
Im Inneren besitzt das Langhaus einen offenen Dachstuhl, der quadratische Chor eine Flachdecke mit Schablonenmalerei aus dem 16. Jahrhundert.
Der neobarocke Altar in der Kirche entstand im Jahre 1880. Der ursprüngliche Hochaltar wurde in die Kirche Tigring verbracht. Zur Kirche gehörte eine Glocke aus dem 11. Jahrhundert. Diese älteste Glocke Kärntens wird im Diözesanmuseum „Schatzkammer Gurk“ aufbewahrt; die Kirche erhielt eine Kopie.

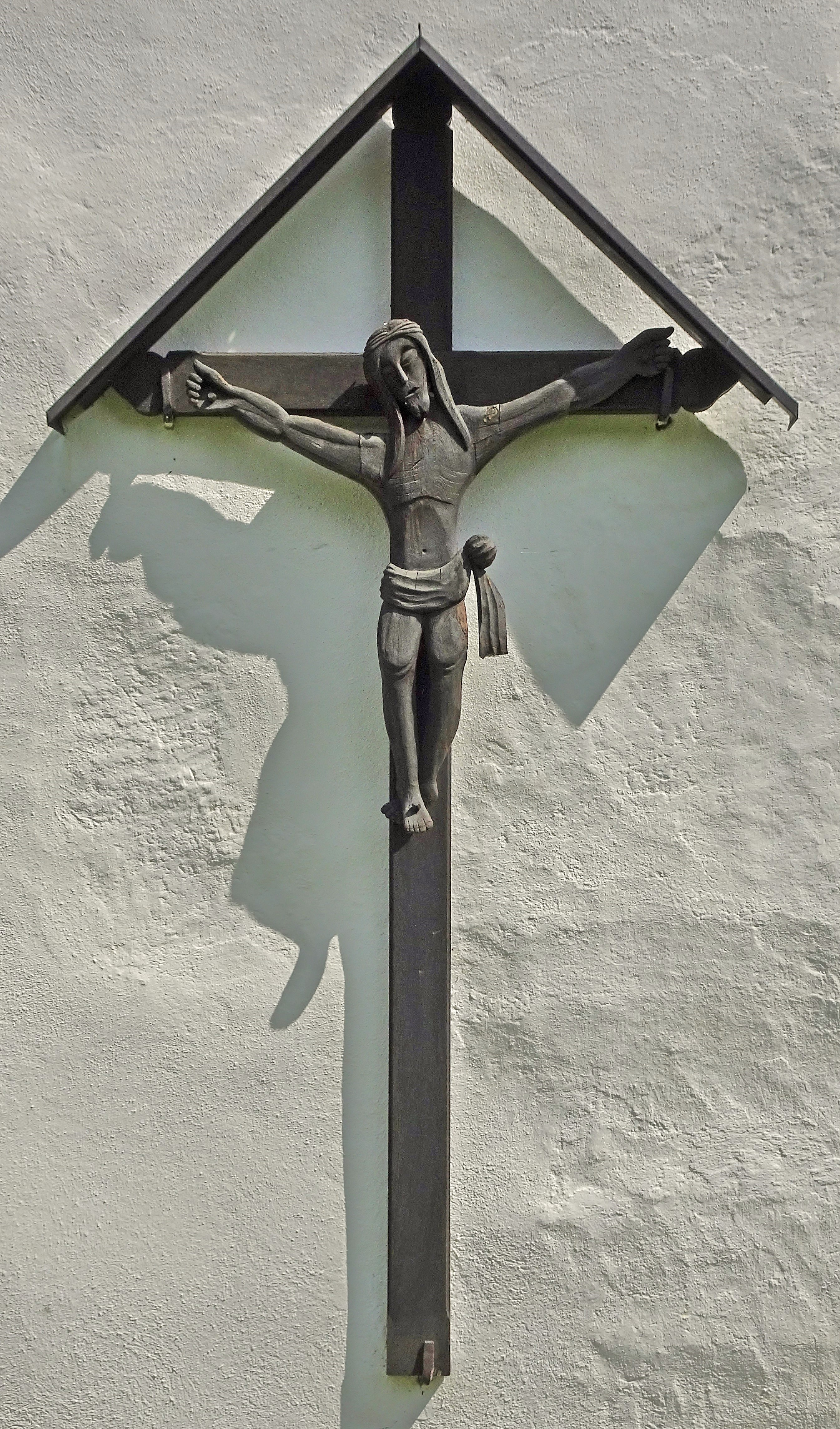
Geschnitztes Kruzifix an der Südwand
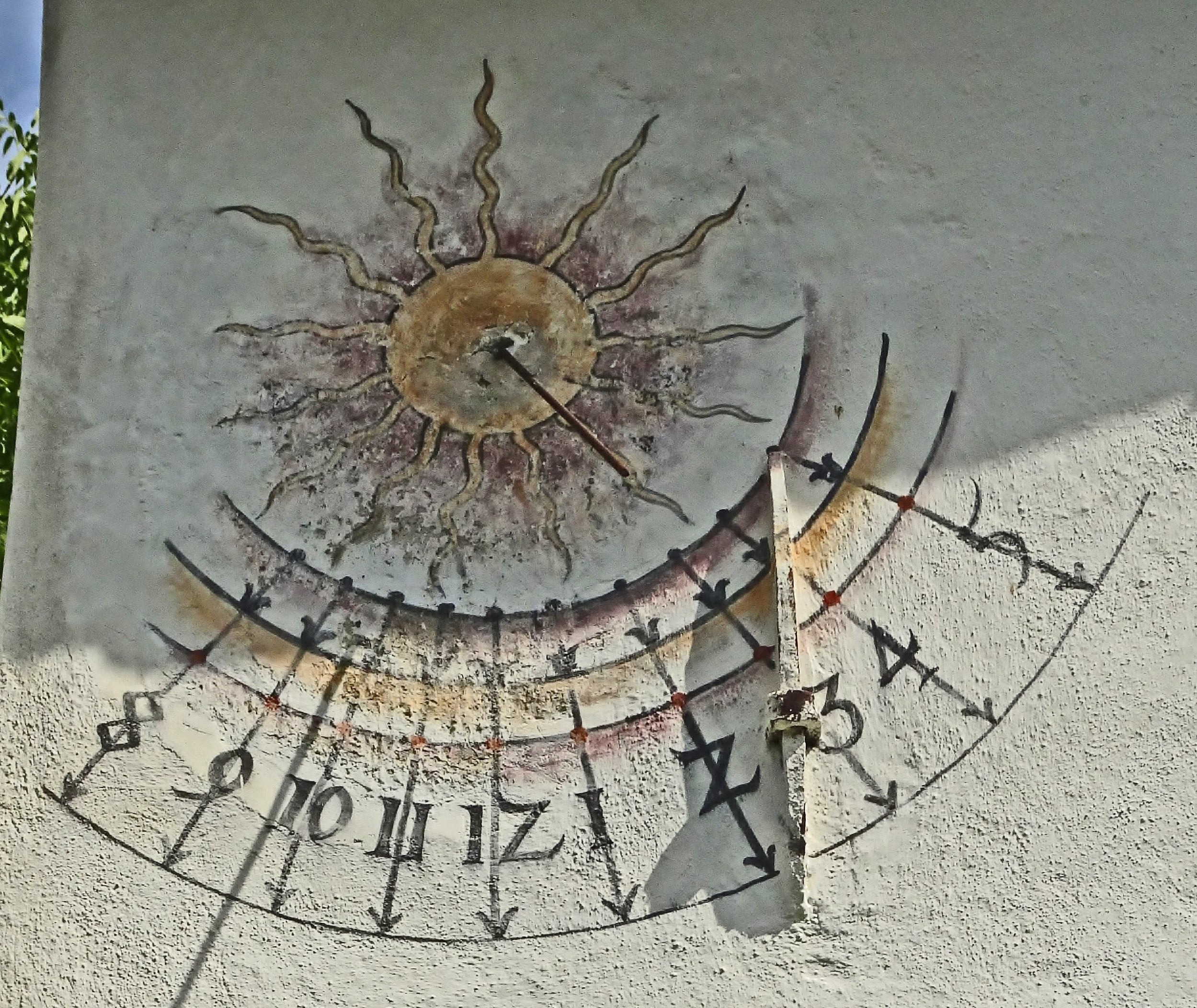
Sonnenuhr an der Südwand